# Самнер Вайт
Самнер Вайт (англ. Sumner White, 17 листопада 1929 — 24 жовтня 1988) — американський яхтсмен.
Олімпійський чемпіон 1952 року в класі 5,5 метра.